# Семейка Аддамс (телесериал)
«Семе́йка А́ддамс» (англ. The Addams Family) — американский комедийный телесериал 1964 года компании Filmways Television по комиксам Чарльза Аддамса. Телесериал транслировался в течение двух сезонов на телеканале ABC с 18 сентября 1964 года по 8 апреля 1966 года в общей сложности вышло 64 эпизода. Его часто сравнивают с телесериалом-соперником «Семейка монстров» транслировавшимся телеканалом CBS. Он также примечателен своей песней в начальной заставке, написанной Виком Миззи.

## Сюжет
Семья Аддамсов отличается от обычных семей, им нравится то, что других просто бы испугало. Глава семьи Гомес Аддамс очень состоятельный бизнесмен, он любит свою жену Мортишу и старается ей ни в чём не отказывать, даже если она захочет заниматься выращиванием ядовитых растений или вздумает заказать обед на кладбище. У них служит дворецкий Ларч, рост которого составляет два метра, имеется коробочка с живой рукой, которую зовут Вещь. Дети в семье Аддамсов, Пагсли и Уэнздей, тоже не совсем обычны — Уэнздей любит мучить своего брата. А любимое занятие их дяди — взрывание динамита. Людей, впервые приходящих в дом Аддамсов, шокирует их образ жизни.

## В ролях
- Кэролин Джонс — Мортиша Аддамс (в девичестве Карга)
- Джон Эстин — Гомес Аддамс
- Джеки Куган — дядя Фестер
- Мари Блейк — бабушка Аддамс
- Тед Кэссиди — дворецкий Ларч
- Лиза Лоринг — Уэнздей Аддамс
- Кен Везервакс — Пагсли Аддамс
- Феликс Силла — Кузен Итт

## Награды
TV Land Award, 2004 год
Номинации:
- Лучший сериал о дворецком (Тед Кэссиди)
- Самая запоминающаяся причёска (Феликс Силла)

TV Land Award, 2005 год
Номинации:
- Theme Song You Just Cannot Get out of Your Head\ Главная тема кинофильма, которая просто не выходит у вас из головы

## Телеэфир
- В Казахстане телесериал транслировался с 2004 по 2005 года на Первом канале Евразия.